# La Madeleine repentante (Le Greco)
Pour les articles homonymes, voir La Madeleine repentante.
La Madeleine repentante est un tableau réalisé vers 1577 par le peintre espagnol Le Greco. Ce tableau est conservé depuis 1922, au Worcester Art Museum, à Worcester, dans l'État du Massachusetts, aux États-Unis.

## Caractéristiques
Cette huile sur toile de format vertical est une peinture chrétienne qui représente Marie Madeleine en pénitence. Assise contre un rocher près d'un crâne humain et d'un vase vide, elle regarde vers le Ciel en conservant ses mains jointes en prière.